# João Bonança
João Miguel da Costa Bonança (Lagos, 1836 – Lisbona, 13 aprile 1924) è stato un giornalista portoghese.

## Biografia
João Bonança intraprese gli studi ecclesiastici, pur non avendo alcuna vocazione religiosa, durante i quali si appassionò alla storia e alla filosofia. Nel 1862 si trasferì a Lisbona, dove collaborò al giornale Algarviense, scrivendo in particolare molti articoli contro la pena di morte.
Sull'Archivo commercial pubblicò gran parte dell'introduzione dell'Historia di civilisação em Portugal, che non riuscì a completare per via della chiusura della rivista, motivo per cui si vide costretto a interrompere la serie di articoli intitolata Independencia nacional. Tuttavia, durante gli anni di attività della rivista riuscì a pubblicarvi il romanzo Diario de noticias e l'articolo Revolução de Setembro (uno studio incentrato sull'opera Physiologia dos ladrões). Collaborò anche al giornale Republica federal.
Bonança fu uno dei primi sostenitori del matrimonio civile, nel cui merito pubblicò l'opera Questões do dia ou da actualidade e altri scritti.

## Opere
- Questões da Actualidade (1868)
- Religião e Política
- O Século e o Clero (1872)
- Reorganização Social (1875)
- Historia da Lusitânia e da Ibéria (1899)
- Lutas e Progressos das Ciências (1890)
- Enciclopédia das Aplicações Usuais (1903)